# Marton László (játékvezető)
Marton László  (Komárom, 1929. április 21. – Koppánymonostor, 2008. november 27.) magyar nemzetközi labdarúgó-játékvezető. Polgári foglalkozásként az Országos Testnevelési és Sportigazgatóság (OTSH) tatai edzőtáborának gazdasági igazgatója volt. Nyugdíjas napjait Koppánymonostoron töltötte.

## Pályafutása

### Labdarúgóként
Eleinte könnyűatléta volt, majd a komáromi Lokomotív NB. II-es kosárlabda csapatában szerepelt. Ifjúsági játékosként a Komáromi AC-ban játszott, majd az NB. III-as felnőtt csapatban Czibor Zoltán társaságában játszott. Katona idejében a Miskolci Honvéd csapatának tagja volt. 1958-ban egy súlyos sérülést követően fejezte be játékospályafutását.

### Labdarúgó-játékvezetőként
A játékvezetői vizsgát 1958-ban Komáromban szerezte meg. Alig egy év alatt megyei I. osztályú, újabb egy év múlva NB. III-as minősítéssel rendelkezett. 1962-ben az NB. II-es játékvezetői keret tagja lett. 1964-ben az NB. I./B osztályban működhetett. 1967-ben, a Győr–Haladás (0:1) bajnoki mérkőzéssel debütált a legmagasabb bajnoki osztályban. 1979-ben, a Vasas–Bp. Honvéd (2:1) bajnoki mérkőzéssel búcsúzott az aktív játékvezetéstől. Első ligás mérkőzéseinek száma: 129.
Több válogatott és nemzetközi klubmérkőzést vezetett.

## Sportvezetőként
Komárom Megyei Labdarúgó-szövetség (LSZ) Játékvezető Bizottság (JB) tagja, Szervezési csoportvezető. Az MLSZ JB-JT ellenőre, megyei játékvezető ellenőr.

## Sikerei, díjai
A Komárom Megyei LSZ JB kiemelkedő társadalmi munkájának elismeréseként aranyjelvény elismerésben részesítette.
2010-ben adták át az első Marton László-emlékdíjat. A serleget minden évben az a játékvezető kapja meg, aki a megyei bajnokságban az értékelések alapján a legjobb teljesítményt nyújtotta.